# Fiat Multipla
|  | Denne artikel omhandler modellen bygget mellem 1999 og 2010. For modellen af samme navn fra 1950'erne, se Fiat 600 Multipla. |
Fiat Multipla (type 186) var en kompakt MPV fra Fiat, som blev bygget mellem starten af 1999 og starten af 2010. Platformen og motorerne kom fra den lille mellemklassebil Fiat Bravo. 

## Generelt
Den i januar 1999 introducerede Multipla, som blev kåret til Årets Bil i Danmark 2000, kunne oprindeligt kendes på den afsatte liste mellem forruden og motorhjelmen. I denne liste var fjernlysene såvel som Fiat-logoet med fem skråstreger indbygget. Denne version af Multipla er på grund af sit usædvanlige design udstillet på Museum of Modern Art i New York. I starten af 2001 blev de fem skråstreger udskiftet med det blå emblem med teksten FIAT, som første gang blev benyttet på Fiat Punto II i 1999.
Udover designet var også kabinen utraditionelt indrettet. Ligesom den senere introducerede Honda FR-V havde Multipla seks enkeltsæder i to rækker. Fra fabrikken kunne bilen bestilles med enten seks enkeltsæder eller med fem enkeltsæder og en multifunktionsboks med indbygget køleboks monteret mellem de to forsæder.
Karrosseriet på Multipla var baseret på et space frame-koncept, som Fiat havde udviklet. Denne konstruktion øgede produktionsomkostningerne, men krævede væsentligt mindre investeringer i produktionsanlæggene og kunne hurtigt adopteres til flere forskellige karrosseriformer. Derfor egnede den sig godt til at lave modeller i lave styktal. Multipla var den første på denne måde konstruerede bilmodel; herefter fulgte Fiat Stilo og den nye version af Fiat Bravo.
Hertil kommer et særligt kendetegn ved motorprogrammet: Udover de almindelige benzin- og dieselmotorer kunne Multipla også fås som BluPower (fra midten af 2004: Natural Power) med rent naturgasdrevet motor og fire trykflasker under vognbunden eller som BiPower med bivalent motor, som både kunne køre på naturgas og benzin. Den sidstnævnte version blev drevet af enten naturgas fra tre trykflasker under vognbunden, eller af benzin. På grund af benzintankens større pladsbehov indskrænkes bagagerummets størrelse af reservehjulet, som i alle andre modeller ligger under bagagerumsgulvet. Da den bivalente motor egentlig var beregnet til at køre på benzin, mistede den en smule effekt når den kørte på naturgas.
- Fiat Multipla (2001–2004)
- Bagfra

I juni 2004 fik Multipla et facelift, hvor den karakteristiske liste mellem forruden og motorhjelmen bortfaldt.
- Fiat Multipla (2004–2010)
- Bagfra

I april 2006 fik Multipla flere mindre modifikationer, bl.a. nyt indtræk og ny grafik på instrumentbrættet.
I februar 2010 blev produktionen indstillet, foreløbig uden efterfølger.

## Sikkerhed
Multipla blev i 2001 kollisionstestet af Euro NCAP med et resultat på 3 stjerner ud af 5 mulige og 2,5 point ud af 16 mulige.

## Tekniske data
|                                                | 1.6 16V             | 1.6 16V             | 1.6 BiPower1       | 1.6 BluPower/ Natural Power | 1.9 JTD                   | 1.9 JTD                   | 1.9 JTD                   | 1.9 JTD                   |
| Byggeperiode                                   | 1999−2001           | 2001−2010           | 1999−2010          | 1999−2010                   | 1999−2001                 | 2001−2002                 | 2002−2006                 | 2006−2010                 |
| Motordata                                      |                     |                     |                    |                             |                           |                           |                           |                           |
| Motortype                                      | R4-benzinmotor      | R4-benzinmotor      | R4-benzinmotor     | R4-benzinmotor              | R4-dieselmotor            | R4-dieselmotor            | R4-dieselmotor            | R4-dieselmotor            |
| Antal ventiler pr. cylinder                    | 4                   | 4                   | 4                  | 4                           | 2                         | 2                         | 2                         | 2                         |
| Ventilstyring                                  | DOHC, tandrem       | DOHC, tandrem       | DOHC, tandrem      | DOHC, tandrem               | OHC, tandrem              | OHC, tandrem              | OHC, tandrem              | OHC, tandrem              |
| Fødesystem                                     | Multipoint          | Multipoint          | Multipoint         | Multipoint                  | Commonrail                | Commonrail                | Commonrail                | Commonrail                |
| Trykladning                                    | –                   | –                   | –                  | –                           | Turbolader, ladeluftkøler | Turbolader, ladeluftkøler | Turbolader, ladeluftkøler | Turbolader, ladeluftkøler |
| Køling                                         | Vandkøling          | Vandkøling          | Vandkøling         | Vandkøling                  | Vandkøling                | Vandkøling                | Vandkøling                | Vandkøling                |
| Motorkode                                      | 182A4000            | 182B6000            | 186A4000           | 186A3000                    | 182B4000                  | 182A6000                  | 186A8000                  | 186A9000                  |
| Boring × slaglængde                            | 86,4 × 67,4 mm      | 80,5 × 78,4 mm      | 86,4 × 67,4 mm     | 86,4 × 67,4 mm              | 82,0 × 90,4 mm            | 82,0 × 90,4 mm            | 82,0 × 90,4 mm            | 82,0 × 90,4 mm            |
| Slagvolume                                     | 1581 cm³            | 1596 cm³            | 1581 cm³           | 1581 cm³                    | 1910 cm³                  | 1910 cm³                  | 1910 cm³                  | 1910 cm³                  |
| Kompressionsforhold                            | 10,5:1              | 10,5:1              | 10,5:1             | 12,5:1                      | 18,45:1                   | 18,45:1                   | 18,45:1                   | 18,0:1                    |
| Maks. effekt ved omdr./min.                    | 76 kW (103 hk) 5750 | 76 kW (103 hk) 5750 | 66 kW (90 hk) 5750 | 66 kW (90 hk) 5750          | 77 kW (105 hk) 4000       | 81 kW (110 hk) 4000       | 85 kW (115 hk) 4000       | 88 kW (120 hk) 4000       |
| Maks. drejningsmoment ved omdr./min.           | 144 Nm 4000         | 145 Nm 4000         | 127 Nm 4000        | 130 Nm 4000                 | 200 Nm 1500               | 200 Nm 1500               | 203 Nm 1500               | 210 Nm 3000               |
| Kraftoverførsel                                |                     |                     |                    |                             |                           |                           |                           |                           |
| Drivende hjul                                  | Forhjul             | Forhjul             | Forhjul            | Forhjul                     | Forhjul                   | Forhjul                   | Forhjul                   | Forhjul                   |
| Gearkasse                                      | 5-trins manuel      | 5-trins manuel      | 5-trins manuel     | 5-trins manuel              | 5-trins manuel            | 5-trins manuel            | 5-trins manuel            | 5-trins manuel            |
| Præstationer                                   |                     |                     |                    |                             |                           |                           |                           |                           |
| Topfart                                        | 170 km/t            | 170 km/t            | 157 km/t           | 160 km/t                    | 170 km/t                  | 173 km/t                  | 176 km/t                  | 178 km/t                  |
| Acceleration 0-100 km/t                        | 12,6 sek.           | 12,6 sek.           | 16,0 sek.          | 15,5 sek.                   | 12,4 sek.                 | 12,2 sek.                 | 12,2 sek.                 | 12,2 sek.                 |
| Brændstofforbrug pr. 100 km ved blandet kørsel | 8,6 liter Blyfri 95 | 8,6 liter Blyfri 95 | 9,0 m³ Naturgas    | 8,4 m³ Naturgas             | 6,4 liter Diesel          | 6,4 liter Diesel          | 6,4 liter Diesel          | 6,5 liter Diesel          |
| CO2-udslip ved blandet kørsel                  | 205 g/km            | 205 g/km            |                    |                             | 170 g/km                  | 170 g/km                  | 170 g/km                  | 173 g/km                  |

## Kinesisk version
Fra december 2008 til 2010 fremstillede firmaet Zotye Auto Multipla 2 af Knocked Down-kits under navnet Multiplan. I oktober 2010 begyndte Zotye at producere en udgave af Multipla 2 med flere lokalt fremstillede dele for at reducere fremstillingsomkostningerne; denne version hedder i Kina "Langyue".